# Willemstad (Brabante Settentrionale)
Willemstad è una località dei Paesi Bassi situata nella municipalità di Moerdijk nella provincia del Brabante Settentrionale.
Willemstad è una piccola città fortificata con le mura ben conservate. È localizzata sulla riva dell'Hollandsch Diep, vicino all'Haringvliet e il Volkerak.
Ex-municipalità, fu soppressa il 1º gennaio 1997 e il suo territorio integrato nella municipalità di Zevenbergen diventata poi, l'anno successivo, Moerdijk.